# Altenspeckfeld

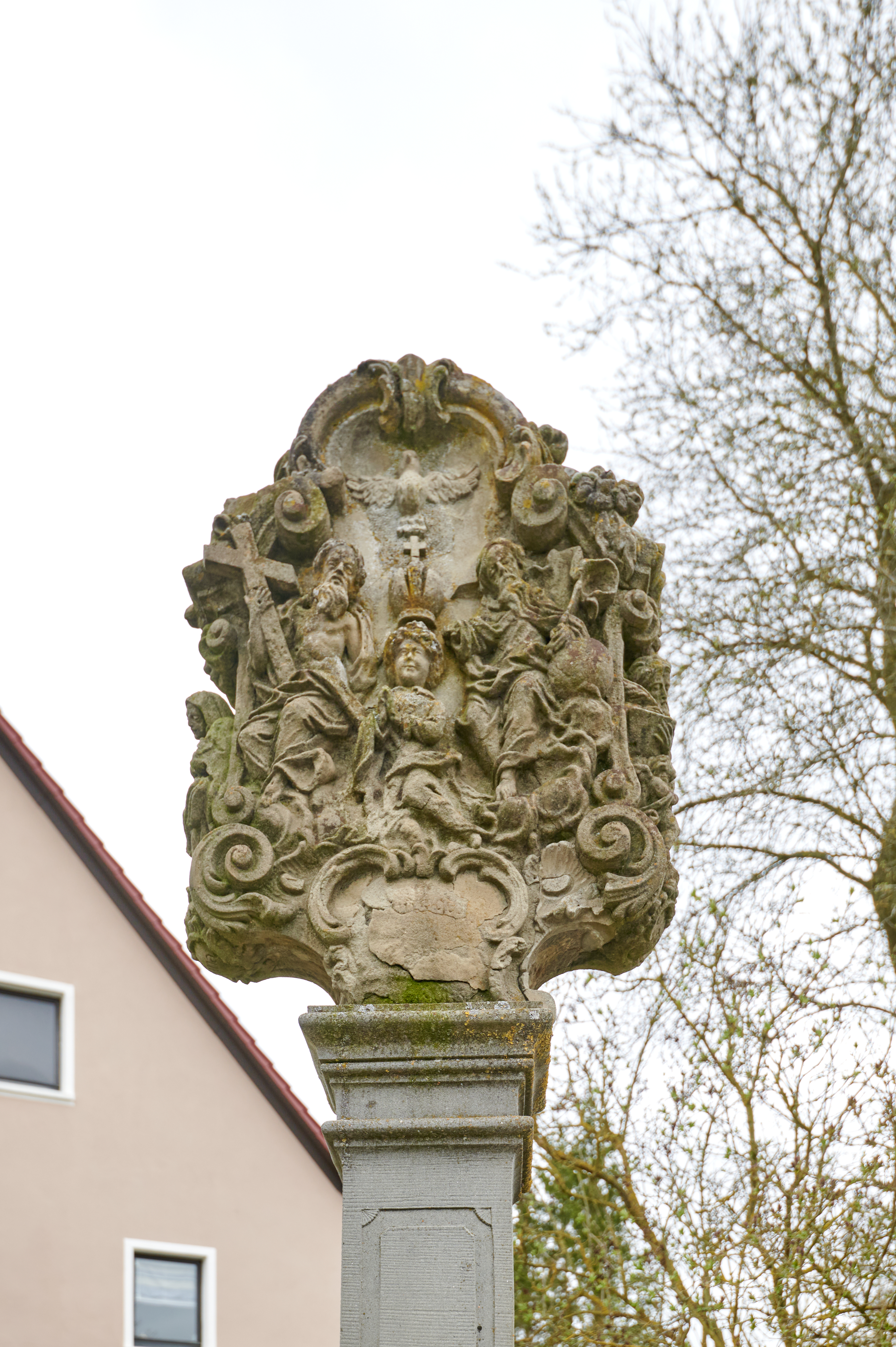
Bildstock

Altenspeckfeld  (fränkisch: Schbäggfeld) ist ein Gemeindeteil des Marktes Markt Bibart im Landkreis Neustadt an der Aisch-Bad Windsheim (Mittelfranken, Bayern). Altenspeckfeld liegt in der Gemarkung Altmannshausen.

## Geografie
Der Weiler liegt auf freier Flur am linken Ufer der Bibart. Eine Anliegerstraße führt zur Bundesstraße 8 (0,5 km nordöstlich), die nordwestlich nach Enzlar bzw. südöstlich nach Altmannshausen verläuft.

## Geschichte
Der Ort wurde 1153 als „villa Spekevelt“ erstmals erwähnt. Laut dieser Urkunde erwarb das Kloster Tückelhausen vom freien Mann Gernold dieses Gut. Ab 1390 erscheint der Ortsname mit dem Zusatz ‚alt‘ zur Abgrenzung von der Burg Speckfeld, die erst später gegründet wurde. Der dem Ortsnamen zugrundeliegende Flurname hat als Bestimmungswort ‚spëcke‘ (mhd. für Knüppel(damm)). Altenspeckfeld lag im Fraischbezirk des würzburgischen Amtes Markt Bibart. Gegen Ende des 18. Jahrhunderts bestand der Ort aus drei Höfen. Zwei Höfe hatten das Kloster Ilmbach als Grundherrn.
Im Rahmen des Gemeindeedikts (frühes 19. Jahrhundert) wurde Altenspeckfeld dem Steuerdistrikt Markt Bibart und der Ruralgemeinde Altmannshausen zugeordnet. Am 1. Januar 1976 wurde Altenspeckfeld im Zuge der Gebietsreform in Bayern nach Markt Bibart eingemeindet.

### Bau- und Bodendenkmäler
- Bildstock[11]
- Burgstall Altenspeckfeld[11]

### Einwohnerentwicklung
| Jahr      | 001818 | 001840 | 001861 | 001871 | 001885 | 001900 | 001925 | 001950 | 001961 | 001970 | 001987 |
| Einwohner | 27     | 43     | 36     | 34     | 29     | 26     | 18     | 28     | 29     | 30     | 26     |
| Häuser    | 5      | 5      |        |        | 6      | 4      | 3      | 3      | 5      |        | 2      |
| Quelle    | [ 8 ]  | [ 13 ] | [ 14 ] | [ 15 ] | [ 16 ] | [ 17 ] | [ 18 ] | [ 19 ] | [ 20 ] | [ 21 ] | [ 1 ]  |

## Religion
Altenspeckfeld ist römisch-katholisch geprägt und nach St. Jakobus major (Altmannshausen) gepfarrt.